# 河南省淮阳中学
河南省淮阳中学，简称淮中，初名“陈州府中学堂”，创建于1903年，是河南省百年名校之一、河南省首批重点中学和河南省首批示范性高中。

## 历史
光绪二十九年（公元1903年），在清末新政的背景下，各地大兴新学。时任陈州知府的刘更寿在城东南隅柳湖书院创办“陈州府中学堂”，并在学堂楹柱上题联： 二千石自信未能幸淮水东流不带渣滓污故土， 七十子同心向学看柳湖西畔遍栽桃李待成才。成为当时河南省仅有的四所中学堂之一。民国初期，学校九迁校址，七易校名。抗日战争爆发以后，为躲避战乱，辗转于方城、内乡、商水、周口（今川汇区）、西平、信阳等豫东豫南地区。1949年3月，中原地区战事结束后，重回淮阳。1974年，迁回目前的校址。1978年正式定名为河南省淮阳中学，同年4月被省委、省政府确立为河南省首批重点中学。2002年8月兼并原"淮阳县西城中学"后设立淮阳中学初中部。2005年当选首批“河南省示范性高中”。2010年1月8日，原“淮中分校”并入淮阳中学，成为淮阳中学南校区。

## 校园
淮中本部占地总面积150亩，分为教学区、办公区、运动区、生活区。校图书馆，藏书19.5万册。校园内有棕榈园、桂花园、时代花钟、百米绿化文化长廊、月亮湖花坛、假山花坛、中心花园、象征淮中腾飞的“翔”字雕塑，以及反映淮阳中学百年风雨，精英荟萃的百萃亭等。

## 高考
2013年应届毕业生孙寒泊同学以684的裸分成绩勇夺河南省理科第一名，吴博文同学以666的裸分成绩位居周口市理科第二名。另有35位考生，分数均在600分以上，一本上线共计956人，二本上线2798人。在建校110周年之际，淮阳中学再一次喜获丰收。4人进入清华北大学习。
淮阳中学2014年高考成绩揭晓，在报考人数减少1400人的情况下，再次夺得质和量的双丰收。理科最高分676分，文科最高分610分。不含艺体生，660分以上5人，650分以上14人，600分以上209人，一本上线900人，比上年增加3个百分点；二本上线2456人，比上年增加5个百分点。其中5位同学步入了清华北大的校园。

## 著名校友
- 李之龙：国民政府海军政治部主任、中山舰舰长
- 黄樵松：原国民党第三十军军长，抗日名将
- 严图阁：红军师长
- 张宗衡：国民革命军第十四集团军预备第十二师少将师长，抗日名将
- 王富洲：登山健将，首次从珠穆朗玛峰北坡登顶珠峰